# Elecciones estatales de Río Grande del Sur de 1986
Las elecciones estatales en Río Grande del Sulr en 1986 tuvieron lugar el 15 de noviembre como parte de las elecciones generales en el Distrito Federal,en 23 estados brasileños y en los territorios federales de Amapá y Roraima.Fueron entonces elegidos como gobernador Pedro Simon, vicegobernador Sinval Guazzelli, los senadores José Fogaça y José Paulo Bisol, además de 31 diputados federales y 55 diputados estatales en la última elección de gobernador donde no se utilizó a segunda vuelta. Cinco nombres disputaron la elección, pero la victoria fue para Pedro Simon, candidato derrotado en 1982. Fue la primera victoria del PMDB en las luchas por el gobierno estatal.
Nacido en Caxias do Sul, el nuevo gobernador es abogado formado en la Pontificia Universidad Católica de Rio Grande do Sul con especialización en Derecho Penal y posee un posgrado en Economía Política en la Universidad de París y es profesor en la Universidad de Caxias do Sul. Como miembro del Partido Laborista Brasileño (PTB) , fue contemporáneo de Leonel Brizola, Sereno Chaise y Fernando Ferrari mientras militaba en el movimiento estudiantil. Concejal electo en Caxias do Sul en 1959 y diputado estadual en 1962, optó por el Movimiento Democrático Brasileño (MDB) cuando el Régimen Militar de 1964 impuso el bipartidismo, siendo reelegido en 1966, 1970 y 1974 . Electo senador en 1978, fue uno de los fundadores del PMDB y, aunque perdió las elecciones a gobernador en 1982, fue elegido ministro de Agricultura por el presidente Tancredo Neves y, tras su muerte, ocupó el cargo en los primeros meses del gobierno de José Sarney.
Considerando que el Partido del Movimiento Democrático Brasileño (PMDB) y el Partido de los Trabajadores (PT) aumentaron sus espacios políticos, la novedad en la disputa por el Palacio Piratini fue la fragmentación de los oficialistas en dos alas: una permaneció en el Partido Democrático Social (PDS) en atención al diputado Nelson Marchezan -candidato a Senador- y cedió la candidatura a gobernador al Partido Democrático Laborista (PDT) de Leonel Brizola y Alceu Collares, con la candidatura de Aldo Pinto, mientras que otra, en la que figuraba el gobernador Jair Soares, iba al Partido del Frente Liberal (PFL) y apoyaba al senador Carlos Chiarelli. Sin embargo, el cansancio político de los situacionistas, sumado a los efectos positivos del Plan Cruzado y el efecto revocatorio a favor de Pedro Simón, definieron la elección para el PMDB .
El voto dado al partido permitió la elección de José Fogaça y José Paulo Bisol para las dos vacantes en el Senado Federal, aunque las subleyendas impidieron que Nelson Marchezan ganara la vacante ganada por este último. En las disputas proporcionales, el PMDB ganó la mayoría de las vacantes.

## Candidatos

### Gobernador
| Gobernador        | Gobernador | Gobernador | Cargos anteriores                                   | Vicegobernador   | Vicegobernador | Vicegobernador | Nª | Coalición                               |
| Candidato         | Partido    | Partido    | Cargos anteriores                                   | Candidato        | Partido        | Partido        | Nª | Coalición                               |
| ----------------- | ---------- | ---------- | --------------------------------------------------- | ---------------- | -------------- | -------------- | -- | --------------------------------------- |
| Aldo Pinto        |            | PDT        | Diputado Federal por Río Grande del Sur (1975-1983) | Silverius Kist   |                | PDS            | 12 | Alianza Popular por Río Grande PDT, PDS |
| Clóvis Ilgenfritz |            | PT         | Sin cargo político anterior                         | João Verle       |                | PT             | 13 | Sin Coalición                           |
| Pedro Simon       |            | PMDB       | Senador Federal por Río Grande del Sur (1979-1987)  | Sinval Guazzelli |                | PMDB           | 15 | Sin Coalición                           |
| Carlos Chiarelli  |            | PFL        | Senador Federal por Río Grande del Sur (1983-1991)  | Luís Cirne Lima  |                | PFL            | 25 | Sin Coalición                           |
| Fulvio Petracco   |            | PSB        | Sin cargo político anterior                         | Elaine Matos     |                | PSB            | 40 | Sin Coalición                           |

### Senador Federal
| Senador                  | Senador                                              | Senador | Cargos anteriores                                    | Suplentes         | Suplentes             | Suplentes | Nª  | Coalición                               |
| Candidato                | Partido                                              | Partido | Cargos anteriores                                    | Candidato         | Partido               | Partido   | Nª  | Coalición                               |
| ------------------------ | ---------------------------------------------------- | ------- | ---------------------------------------------------- | ----------------- | --------------------- | --------- | --- | --------------------------------------- |
| Nelson Marchezan         |                                                      | PDS     | Diputado Federal por Río Grande del Sur (1975-1987)  | Guilherme Villela |                       | PDS       | 111 | Alianza Popular por Río Grande PDT, PDS |
| Sereno Chaise            |                                                      | PDT     | Diputado estadual por Río Grande del Sur (1959-1967) | Glênio Peres      |                       | PDT       | 122 | Alianza Popular por Río Grande PDT, PDS |
| Dinarte Belato           |                                                      | PT      | Sin cargo político anterior                          | Sandra Machado    |                       | PT        | 131 | Sin Coalición                           |
| Flávio Koutzi            | José Roberto da Silva                                | PT      | Sin cargo político anterior                          | 132               |                       | PT        |     | Sin Coalición                           |
| Odacir Klein             |                                                      | PMDB    | Diputado Federal por Río Grande del Sur (1975-1983)  | Rosa Flores       |                       | PMDB      | 151 | Subleyenda 1 del PMDB                   |
| José Paulo Bisol         | Diputado estadual por Río Grande del Sur (1983-1987) | PMDB    | Paulo Egon Wiederkehr                                | 152               |                       | PMDB      |     | Subleyenda 1 del PMDB                   |
| José Fogaça              | Diputado Federal por Río Grande del Sur (1983-1987)  | PMDB    | Jarbas Pires Machado                                 | 154               | Subleyenda 2 del PMDB | PMDB      |     |                                         |
| João Gilberto            | Diputado Federal por Río Grande del Sur (1974-1986)  | PMDB    | Leônidas Xausa                                       | 155               | Subleyenda 2 del PMDB | PMDB      |     |                                         |
| Mário Ramos              |                                                      | PFL     | -                                                    | Rosa Russomano    |                       | PFL       | 251 | Sin Coalición                           |
| Cloraldino Severo        | Ministro de Transportes (1982-1985)                  | PFL     | Inácio Neis                                          | 252               |                       | PFL       |     | Sin Coalición                           |
| Glênio Daison Argemi     |                                                      | PSB     | Sin cargo político anterior                          | Bruno Costa       |                       | PSB       | 401 | Sin Coalición                           |
| Jorge Alberto Campezatto | José Carlos Pinheiro                                 | PSB     | Sin cargo político anterior                          | 402               |                       | PSB       |     | Sin Coalición                           |

## Resultados

### Gobernador
| Partido                   | Partido                   | Candidatos                | Votos     | %      |
| ------------------------- | ------------------------- | ------------------------- | --------- | ------ |
|                           | PMDB                      | Pedro Simon               | 2.009.381 | 48,01  |
|                           | PDT                       | Aldo Pinto                | 1.140.228 | 27,25  |
|                           | PFL                       | Carlos Chiarelli          | 524.339   | 12,53  |
|                           | PT                        | Clóvis Ilgenfritz         | 256.767   | 6,13   |
|                           | PSB                       | Fulvio Petracco           | 254.599   | 6,08   |
|                           |                           |                           |           |        |
| Votos válidos             | Votos válidos             | Votos válidos             | 4.185.314 | 86,83  |
| Votos en blanco           | Votos en blanco           | Votos en blanco           | 494.768   | 10,26  |
| Votos nulos               | Votos nulos               | Votos nulos               | 140.424   | 2,91   |
| Total                     | Total                     | Total                     | 4.820.506 | 100,00 |
| Registrados/Participación | Registrados/Participación | Registrados/Participación | 4.988.106 | 96,64  |

     Electo

### Senador Federal
Según el Tribunal Regional Electoral de Rio Grande do Sul, hubo 1.976.520 votos en blanco y 494.500 votos nulos calculados sobre un total de 9.641.012 votos. Gracias al sistema de subleyendas, se elegirían los candidatos pertenecientes al partido o coalición con más votos, independientemente de la posición individual de los contendientes. Los porcentajes siguientes se refieren a un total de 7.169.992 votos válidos.
| Partido                        | Partido                        | Candidatos                     | Votos     | %      |
| ------------------------------ | ------------------------------ | ------------------------------ | --------- | ------ |
|                                | José Fogaça                    | José Fogaça                    | 1.510.064 | 21,06  |
| João Gilberto                  | João Gilberto                  | 411.298                        | 5,74      |        |
| PMDB (Subleyenda 2)            | PMDB (Subleyenda 2)            | 1.921.362                      | 26,80     |        |
| José Paulo Bisol               | José Paulo Bisol               | 1.166.810                      | 16,27     |        |
| Odacir Klein                   | Odacir Klein                   | 727.890                        | 10,15     |        |
| PMDB (Subleyenda 1)            | PMDB (Subleyenda 1)            | 1.894.700                      | 26,42     |        |
| PMDB                           | PMDB                           | PMDB                           | 3.816.062 | 53,22  |
|                                | PDS                            | Nelson Marchezan               | 1.187.953 | 16,57  |
|                                | PDT                            | Sereno Chaise                  | 832.773   | 11,62  |
| Alianza Popular por Río Grande | Alianza Popular por Río Grande | Alianza Popular por Río Grande | 2.020.726 | 28,19  |
|                                | Mário Ramos                    | Mário Ramos                    | 385.149   | 5,37   |
| Cloraldino Severo              | Cloraldino Severo              | 363.642                        | 5,07      |        |
| PFL                            | PFL                            | PFL                            | 748.791   | 10,44  |
|                                | Flávio Koutzi                  | Flávio Koutzi                  | 245.992   | 3,43   |
| Dinarte Belato                 | Dinarte Belato                 | 228.414                        | 3,19      |        |
| PT                             | PT                             | PT                             | 474.406   | 6,62   |
|                                | Jorge Alberto Campezatto       | Jorge Alberto Campezatto       | 62.386    | 0,87   |
| Glênio Daison Argemi           | Glênio Daison Argemi           | 47.621                         | 0,66      |        |
| PSB                            | PSB                            | PSB                            | 109.647   | 1,53   |
|                                |                                |                                |           |        |
| Votos válidos                  | Votos válidos                  | Votos válidos                  | 4.185.314 | 86,83  |
| Votos en blanco                | Votos en blanco                | Votos en blanco                | 494.768   | 10,26  |
| Votos nulos                    | Votos nulos                    | Votos nulos                    | 140.424   | 2,91   |
| Total                          | Total                          | Total                          | 4.820.506 | 100,00 |
| Registrados/Participación      | Registrados/Participación      | Registrados/Participación      | 4.988.106 | 96,64  |

     Electos

### Diputados federales electos
Los candidatos electos se enumeran con información adicional de la Cámara de Diputados.
| Número | Diputados federales electos | Partido | Votos   | Ciudad de origen       | Estado             |
| ------ | --------------------------- | ------- | ------- | ---------------------- | ------------------ |
| 1510   | Mendes Ribeiro              | PMDB    | 325.173 | Porto Alegre           | Río Grande del Sur |
| 1599   | Antônio Britto              | PMDB    | 305.659 | Santana do Livramento  | Río Grande del Sur |
| 1515   | Paulo Mincarone             | PMDB    | 95.847  | Bento Gonçalves        | Río Grande del Sur |
| 1102   | Telmo Kirst                 | PDS     | 67.194  | Santa Cruz do Sul      | Río Grande del Sur |
| 1588   | Ivo Lech                    | PMDB    | 64.878  | Canoas                 | Río Grande del Sur |
| 1530   | Hilário Braun               | PMDB    | 64.691  | Três Passos            | Río Grande del Sur |
| 1527   | Lélio Souza                 | PMDB    | 56.457  | Rosário do Sul         | Río Grande del Sur |
| 1303   | Olívio Dutra                | PT      | 54.466  | Bossoroca              | Río Grande del Sur |
| 1257   | João de Deus Antunes        | PDT     | 50.641  | Santo Ângelo           | Río Grande del Sur |
| 1314   | Paulo Paim                  | PT      | 49.854  | Caxias do Sul          | Río Grande del Sur |
| 1170   | Victor Faccioni             | PDS     | 48.743  | Caxias do Sul          | Río Grande del Sur |
| 1580   | Ivo Mainardi                | PMDB    | 48.111  | Arroio do Tigre        | Río Grande del Sur |
| 1166   | Osvaldo Bender              | PDS     | 46.156  | Santo Cristo           | Río Grande del Sur |
| 1144   | Adylson Motta               | PDS     | 45.733  | São Luiz Gonzaga       | Río Grande del Sur |
| 1534   | Hermes Zaneti               | PMDB    | 45.701  | Veranópolis            | Río Grande del Sur |
| 1523   | Luís Roberto Ponte          | PMDB    | 44.223  | Fortaleza              | Ceará              |
| 1133   | Darcy Pozza                 | PDS     | 43.093  | Bento Gonçalves        | Río Grande del Sur |
| 1529   | Irajá Rodrigues             | PMDB    | 39.360  | Pelotas                | Río Grande del Sur |
| 2525   | Erico Pegoraro              | PFL     | 39.190  | Canguçu                | Río Grande del Sur |
| 1501   | Jorge Uequed                | PMDB    | 37.686  | Rio Grande             | Río Grande del Sur |
| 1511   | Ibsen Pinheiro              | PMDB    | 36.116  | São Borja              | Río Grande del Sur |
| 2599   | Arnaldo Prieto              | PFL     | 33.777  | São Francisco de Paula | Río Grande del Sur |
| 1533   | Júlio Costamilan            | PMDB    | 33.655  | Caxias do Sul          | Río Grande del Sur |
| 1246   | Adroaldo Streck             | PDT     | 32.581  | Cachoeira do Sul       | Río Grande del Sur |
| 1519   | Ruy Nedel                   | PMDB    | 30.936  | Cerro Largo            | Río Grande del Sur |
| 1566   | Vicente Bogo                | PMDB    | 30.196  | Rio do Oeste           | Santa Catarina     |
| 1526   | Nelson Jobim                | PMDB    | 28.451  | Santa Maria            | Río Grande del Sur |
| 1507   | Rospide Netto               | PMDB    | 27.850  | Santa Maria            | Río Grande del Sur |
| 1229   | Floriceno Paixão            | PDT     | 21.086  | Taquara                | Río Grande del Sur |
| 1223   | Amaury Müller               | PDT     | 21.038  | Cruz Alta              | Río Grande del Sur |
| 1250   | Carlos Cardinal             | PDT     | 20.691  | Bossoroca              | Río Grande del Sur |

#### Por Partido/Federación
| Partido                   | Partido                                            | Votos     | %      | Escaños | ±     |
| ------------------------- | -------------------------------------------------- | --------- | ------ | ------- | ----- |
| 15                        | Partido del Movimento Democrático Brasileño (PMDB) | 1.886.580 | 50,47  | 17      | 5     |
| 11                        | Partido Democrático Social (PDS)                   | 614.663   | 16,44  | 5       | 8     |
| 12                        | Partido Democrático Laborista (PDT)                | 534.604   | 14,30  | 5       | 2     |
| 13                        | Partido de los Trabajadores (PT)                   | 316.299   | 8,46   | 2       | 2     |
| 25                        | Partido del Frente Liberal (PFL)                   | 280.263   | 7,50   | 2       | Nuevo |
| 23                        | Partido Comunista Brasileño (PCB)                  | 32.249    | 0,86   | 0       | Nuevo |
| 40                        | Partido Socialista Brasileño (PSB)                 | 30.656    | 0,82   | 0       | Nuevo |
| 24                        | Partido Comunista de Brasil (PCdoB)                | 27.133    | 0,73   | 0       | Nuevo |
| 22                        | Partido Liberal (PL)                               | 10.155    | 0,27   | 0       | Nuevo |
| 37                        | Partido Nacionalista Democrático (PND)             | 6.083     | 0,15   | 0       | Nuevo |
|                           |                                                    |           |        |         |       |
| Votos válidos             | Votos válidos                                      | 3.738.325 | 77,55  |         |       |
| Votos en blanco           | Votos en blanco                                    | 819.810   | 17,01  |         |       |
| Votos nulos               | Votos nulos                                        | 262.371   | 5,44   |         |       |
| Total                     | Total                                              | 4.820.506 | 100,00 | 31      | 1     |
| Registrados/Participación | Registrados/Participación                          | 4.988.106 | 96,64  |         |       |

### Diputados estatales electos
De los 55 escaños de la Asamblea Legislativa de Rio Grande do Sul, el PMDB tomó veintisiete, el PDS diez, el PDT nueve, el PFL cinco y el PT cuatro.
| Número | Diputados federales electos        | Partido | Votos   | Ciudad de origen       | Estado             |
| ------ | ---------------------------------- | ------- | ------- | ---------------------- | ------------------ |
| 15292  | Sérgio Zambiasi                    | PMDB    | 365.381 | Encantado              | Río Grande del Sur |
| 15168  | Germano Rigotto                    | PMDB    | 53.837  | Caxias do Sul          | Río Grande del Sur |
| 15158  | Algir Lorenzon                     | PMDB    | 44.926  | Catuípe                | Río Grande del Sur |
| 15195  | Paulo Ritzel                       | PMDB    | 39.579  | Novo Hamburgo          | Río Grande del Sur |
| 13111  | Raul Pont                          | PT      | 37.171  | Uruguaiana             | Río Grande del Sur |
| 15122  | Ruy Carlos Ostermann               | PMDB    | 36.151  | São Leopoldo           | Río Grande del Sur |
| 15177  | Cezar Schirmer                     | PMDB    | 35.902  | Santa Maria            | Río Grande del Sur |
| 15272  | Hilda de Souza                     | PMDB    | 34.742  | Pelotas                | Río Grande del Sur |
| 15165  | Antenor Ferrari                    | PMDB    | 33.987  | Bento Gonçalves        | Río Grande del Sur |
| 12256  | Antonio Barbedo                    | PDT     | 33.825  | São Leopoldo           | Río Grande del Sur |
| 15132  | Erani Müller                       | PMDB    | 32.419  | Cruz Alta              | Río Grande del Sur |
| 11158  | Francisco Turra                    | PDS     | 30.770  | Marau                  | Río Grande del Sur |
| 25102  | Germano Bonow                      | PFL     | 29.472  | Porto Alegre           | Río Grande del Sur |
| 15161  | Antonio Lorenzi                    | PMDB    | 29.244  | Sapiranga              | Río Grande del Sur |
| 11110  | Carlos Azambuja                    | PDS     | 29.126  | Bagé                   | Río Grande del Sur |
| 15108  | Carrion Júnior                     | PMDB    | 28.434  | Porto Alegre           | Río Grande del Sur |
| 12217  | Carlos Renan Kurtz                 | PDT     | 28.157  | Santa Maria            | Río Grande del Sur |
| 15133  | Gilberto Mussi                     | PMDB    | 28.036  | Canguçu                | Río Grande del Sur |
| 15149  | Gleno Scherer                      | PMDB    | 27.318  | Venâncio Aires         | Río Grande del Sur |
| 12266  | Brasil Carús                       | PDT     | 26.701  | Pelotas                | Río Grande del Sur |
| 13202  | José Fortunati                     | PT      | 26.606  | Flores da Cunha        | Río Grande del Sur |
| 15105  | Antônio Dexheimer                  | PMDB    | 26.411  | Erechim                | Río Grande del Sur |
| 15167  | Jauri Gomes de Oliveira            | PMDB    | 24.980  | São Luiz Gonzaga       | Río Grande del Sur |
| 15113  | Constantino Picarelli              | PMDB    | 24.492  | São Jerônimo           | Río Grande del Sur |
| 13155  | Adão Pretto                        | PT      | 22.892  | Redentora              | Río Grande del Sur |
| 25120  | Athos Rodrigues                    | PFL     | 22.483  | Capão da Canoa         | Río Grande del Sur |
| 15234  | Hélio Musskopf                     | PMDB    | 22.394  | Bom Retiro do Sul      | Río Grande del Sur |
| 15120  | Sanchotene Felice                  | PMDB    | 21.615  | Uruguaiana             | Río Grande del Sur |
| 15299  | José Antônio Daudt                 | PMDB    | 21.429  | Porto Alegre           | Río Grande del Sur |
| 11197  | Antonio Lourenço Pires de Oliveira | PDS     | 20.868  | Getúlio Vargas         | Río Grande del Sur |
| 11220  | Jarbas Lima                        | PDS     | 20.494  | Lagoa Vermelha         | Río Grande del Sur |
| 11177  | Celso Bernardi                     | PDS     | 20.089  | Augusto Pestana        | Río Grande del Sur |
| 11175  | Wilson Mânica                      | PDS     | 19.747  | Ijuí                   | Río Grande del Sur |
| 15220  | Mendes Ribeiro Filho               | PMDB    | 19.668  | Porto Alegre           | Río Grande del Sur |
| 11270  | Luiz Fernando Staub                | PDS     | 19.608  | Venâncio Aires         | Río Grande del Sur |
| 11245  | Augusto Nardes                     | PDS     | 19.607  | Santo Ângelo           | Río Grande del Sur |
| 11202  | João Odil Haas                     | PDS     | 19.534  | Espumoso               | Río Grande del Sur |
| 15222  | Ecléia Fernandes                   | PMDB    | 19.532  | Vacaria                | Río Grande del Sur |
| 12204  | Porfírio Peixoto                   | PDT     | 19.523  | São Luiz Gonzaga       | Río Grande del Sur |
| 12260  | Carlos Araújo                      | PDT     | 19.484  | São Francisco de Paula | Río Grande del Sur |
| 15140  | José Ivo Sartori                   | PMDB    | 19.347  | Farroupilha            | Río Grande del Sur |
| 15250  | Roberto Künzel                     | PMDB    | 19.278  | Santa Cruz do Sul      | Río Grande del Sur |
| 15138  | João Osório                        | PMDB    | 19.021  | Camaquã                | Río Grande del Sur |
| 15270  | Mário Limberger                    | PMDB    | 19.006  | Sobradinho             | Río Grande del Sur |
| 11259  | Valmir Susin                       | PDS     | 18.911  | Caxias do Sul          | Río Grande del Sur |
| 15275  | Solon Tavares                      | PMDB    | 18.801  | Guaíba                 | Río Grande del Sur |
| 15180  | Mário Madureira                    | PMDB    | 18.617  | Porto Alegre           | Río Grande del Sur |
| 12254  | Moisés Berlesi                     | PDT     | 18.177  | Tramandaí              | Río Grande del Sur |
| 25223  | Elói Zanella                       | PFL     | 17.940  | Erechim                | Río Grande del Sur |
| 12245  | Éden Pedroso                       | PDT     | 16.588  | Passo Fundo            | Río Grande del Sur |
| 12276  | Luiz Abadie                        | PDT     | 16.455  | São Vicente do Sul     | Río Grande del Sur |
| 25250  | Tufy Salomão                       | PFL     | 16.096  | Porto Alegre           | Río Grande del Sur |
| 25190  | Nestor Fips Schneider              | PFL     | 15.148  | Campo Bom              | Río Grande del Sur |
| 12215  | Valdomiro Rocha Lima               | PDT     | 15.279  | Rio Grande             | Río Grande del Sur |
| 13144  | Selvino Heck                       | PT      | 12.472  | Venâncio Aires         | Río Grande del Sur |

#### Por Partido/Federación
| Partido                   | Partido                                            | Votos     | %      | Escaños | ±     |
| ------------------------- | -------------------------------------------------- | --------- | ------ | ------- | ----- |
| 15                        | Partido del Movimento Democrático Brasileño (PMDB) | 1.823.129 | 47,74  | 27      | 6     |
| 11                        | Partido Democrático Social (PDS)                   | 662.471   | 17,35  | 10      | 13    |
| 12                        | Partido Democrático Laborista (PDT)                | 612.780   | 16,05  | 9       | 3     |
| 25                        | Partido del Frente Liberal (PFL)                   | 361.987   | 9,48   | 5       | Nuevo |
| 13                        | Partido de los Trabajadores (PT)                   | 273.835   | 7,17   | 4       | 4     |
| 23                        | Partido Comunista Brasileño (PCB)                  | 30.953    | 0,81   | 0       | Nuevo |
| 40                        | Partido Socialista Brasileño (PSB)                 | 26.539    | 0,70   | 0       | Nuevo |
| 22                        | Partido Liberal (PL)                               | 20.636    | 0,54   | 0       | Nuevo |
| 37                        | Partido Nacionalista Democrático (PND)             | 6.192     | 0,16   | 0       | Nuevo |
|                           |                                                    |           |        |         |       |
| Votos válidos             | Votos válidos                                      | 3.818.522 | 79,22  |         |       |
| Votos en blanco           | Votos en blanco                                    | 774.878   | 16,07  |         |       |
| Votos nulos               | Votos nulos                                        | 227.106   | 4,71   |         |       |
| Total                     | Total                                              | 4.820.506 | 100,00 | 55      | 1     |
| Registrados/Participación | Registrados/Participación                          | 4.988.106 | 96,64  |         |       |